# Ресорно-пружинна сталь
Ресо́рно-пружи́нна сталь (англ. spring steel) — вид конструкційної сталі, що характеризується високим опором малим пластичним деформаціям (висока границя пружності), високою границею витривалості і підвищеною релаксаційною стійкістю із збереженням пружних властивостей протягом тривалого часу експлуатації.

## Склад
Високі пружні властивості сталей досягаються при вмісті вуглецю 0,5…0,7% та отриманні трооститної структури шляхом гартування і середнього відпуску за температури 350…450 °C. Вуглецеві пружинні сталі після термічної обробки на троостит мають σ0,2 ≥ 800 МПа, леговані σ0,2 ≥ 1000 МПа.
Сталям, що використовуються для виготовлення пружин, необхідно забезпечити наскрізну прогартовуваність, щоб отримати структуру троститу по всьому перетину.
Сталі для пружин і ресор зазвичай легують кремнієм та марганцем, іноді у поєднання з іншими хімічними елементами. Уведення кремнію затримує розпад мартенситу при відпуску. Кремній і марганець зміцнюють ферит і збільшують прогартовуваність сталі.

## Властивості
Середні властивості вуглецевих ресорно-пружинних сталей після термооброблення:
- границя плинності σ0,2 = 800…1000 МПа,
- границя міцності σв = 1000…1200 МПа,
- відносне видовження δ = 5…8%,
- відносне звуження ψ = 25…30%,
- границя витривалості при згинальному навантаженні 500…650 МПа, при крученні 300 МПа.

Величина границі витривалості зменшується за наявності поверхневих дефектів і зневуглецьовування. Після дробоструминної обробки у поверхневих шарах утворюються залишкові стисканні напруження, що збільшує витривалість. Границя втоми в результаті поверхневого наклепу зростає у 1,5-2 рази.
При легуванні ресорно-пружинних сталей кремнієм та іншими елементами (ванадієм, вольфрамом, нікелем, бором) міцність зростає до σв = 1300…1800 МПа, σ0,2 = 1100…1600 МПа при δ = 5…8%, ψ = 20…35%.

## Умови використання
Пружини, ресори та інші пружні елементи є важливими деталями різних машин і механізмів. У роботі вони зазнають багаторазові змінні навантаження. Під дією навантаження пружини і ресори пружно деформуються, а після припинення дії навантаження відновлюють свою первинну форму і розміри. Особливістю роботи є те, що при значних статичних і ударних навантаженнях вони повинні працювати лише в умовах пружною деформації, залишкова деформація не є допустимою.
Пружини з вуглецевих, марганцевих та кременистих сталей працюють при температурах не вищих за 200 °C. Для температур до 300 °C використовують пружини із сталі 50ХФА, а при вищих температурах — із сталей з вищою теплостійкістю: до 500°C — з інструментальної сталі 3Х2В8Ф, до 600°C — із сталі Р18.
Для роботи в агресивних середовищах пружини виготовляють з хромистих корозієстійких сталей типу 40Х13, 95Х18. В окремих випадках для роботи в агресивних середовищах та кріогенних умовах віддають перевагу мартенсито-старіючій сталі (03Х12Н10Д2Т).

## Марки ресорно-пружинних сталей
Марки ресорно-пружинних сталей згідно ДСТУ 8429:2015:
- Вуглецева: 65, 70, 75, 80, 85
- Легована: 60Г, 65Г, 70Г, 55С2, 55С2А, 60С2, 60С2А, 70С3А, 60С2Г, 50ХГ, 50ХГА, 55ХГР, 50ХФА, 51ХФА, 50ХГФА, 55С2ГФ, 60С2ХА, 60С2ХФА, 65С2ВА, 60С2Н2А, 70С2ХА.